# Malyginzew-Bucht
Die Malyginzew-Bucht (russisch Бухта Малыгинцев Buchta Malyginzew) ist eine Bucht vor der Küste des ostantarktischen Königin-Marie-Lands. Sie liegt im nordöstlichen Teil des Shackleton-Schelfeises.
Russische Wissenschaftler benannten sie. Der Namensgeber ist nicht überliefert.